# Lee Murray
Lee Brahim Murray-Lamrani (Greenwich, Inglaterra, 12 de noviembre de 1977), más conocido como Lee Murray, es un artista marcial mixto y criminal británico-marroquí. En 2005, su carrera en las artes marciales mixtas se vio truncada después de que lo apuñalaran varias veces frente a un club nocturno de Mayfair. Fue arrestado en junio de 2006 en Rabat, Marruecos, y sentenciado a diez años de prisión en junio de 2010, por planear y ejecutar el robo a mano armada del depósito de Securitas en Kent, Inglaterra, donde 53 116 760 de libras esterlinas en efectivo fueron robadas por Murray y sus cómplices el 22 de febrero de 2006. Fue el robo de dinero en efectivo reportado más grande en el mundo durante tiempos de paz. Después de un intento frustrado de escapar de prisión y una apelación fallida, su pena de prisión fue extendida a veinticinco años, el 30 de noviembre de 2010. Actualmente se encuentra recluido en una prisión en Tifelt, al noroeste de Marruecos, y pese a estar encarcelado tuvo un hijo en 2010.
El presidente de Ultimate Fighting Championship (UFC), Dana White, comentó sobre Murray que «es un hijo de puta aterrador, y no me refiero a un peleador».

## Primeros años
Por parte de su madre, Barbara Murray, la familia de Lee proviene de Bermondsey, una parte densamente poblada de los muelles del sur de Londres entre Tower Bridge y Old Kent Road, gran parte de la cual es un caldo de cultivo tradicional para delincuentes profesionales, específicamente ladrones armados.
Después de la Segunda Guerra Mundial, los Murray se encontraban entre los miles de familias de clase trabajadora que se trasladaron desde el interior de Londres devastado por las bombas a urbanizaciones más alejadas. La casa de los Murray estaba en el número 6 de Godstow Road en Abbey Wood, entre Shooter's Hill, llamada así posiblemente porque alguna vez fue una zona conocida por los robos en las carreteras, y el río Támesis, en el
este-sudeste de Londres.
Barbara Murray fue peluquera y luego telefonista. En unas vacaciones en Gran Canaria conoció al padre de Lee, Brahim Lamrani, un ayudante de cocina de la ciudad de Sidi Ifni, en el Ifni español. El primer hijo de la pareja, Lee, nació en el Hospital St Nicholas, Plumstead, el 12 de noviembre de 1977, y fue inicialmente criado por su madre mientras Brahim continuaba viviendo y trabajando en las Islas Canarias. Eventualmente él vino a Inglaterra y se casó con Barbara en 1984 y en 1985 ella dio a luz al único hermano de Lee, Rkia.
Para entonces, la familia se mudó cerca a 11 Buttmarsh Close, Plumstead, y Murray asistió a la escuela primaria Foxfield, donde conoció a su futura esposa, Siobhan Rowlings, tres años menor que él. Los socios más cercanos de Murray en este momento eran niños de Buttmarsh y las propiedades circundantes que se hacían llamar «Buttmarsh Boys»; descritos como «niños felices» que solían «jugar como niños normales en la finca», los niños lucharon para establecer un orden jerárquico interno y creían que tenían el deber de «cuidar» de Buttmarsh, a veces participando en peleas con niños de fincas vecinas. Siendo un joven delgado, el método de ataque preferido de Murray era correr a la pelea moviendo sus brazos alrededor de su cabeza con una expresión «maníaca» en su rostro, una maniobra que, combinada con sus orejas protuberantes, le valió el apodo de «Alien», el que odiaba.
Murray tenía una relación difícil con su padre, que a menudo estaba borracho y descrito como un «hombre violento y aterrador» que era «volátil y dominante». En gran parte ausente durante los primeros siete años de su vida, Brahim exigió respeto y obediencia a Murray, hasta el punto de una advertencia policial por maltrato. Finalmente, Murray comenzó a luchar contra su padre. El vecino de al lado escuchó que Brahim «en realidad fue y golpeó a Lee y Lee se quebró, simplemente se dio la vuelta y noqueó a su papá... una vez que se dio cuenta de que podía derrotar a un hombre grande como ese, creo que eso fue lo que convirtió a Lee en el hombre que es ahora: un matón».
Su relación se volvió tan tempestuosa que Brahim sintió que vivir juntos resultaría en una muerte, por lo que se mudó. Luego, Barbara se quedó sola para criar a Lee y Rkia y se mudó de regreso a Abbey Wood Estate, a una casa del consejo en Grovebury Road, a la vuelta de la esquina de sus padres.
En ese momento, Lee comenzó a asistir a Eaglesfield Boys School, donde conoció a su eventual mejor amigo y socio en el crimen, Paul Allen. Murray, que disfrutaba de la lectura y los acertijos, era un estudiante mediocre que le iba bien principalmente en el fútbol, y no logró formar parte del equipo de la escuela. Los maestros lo encontraron inmanejable, fue expulsado y encontró la inscripción en la Escuela Politécnica de Woolwich para completar los años escolares reglamentarios. Para entonces, Murray vivía en las calles, con el robo y el tráfico de drogas como parte de su actividad diaria; él y los Buttmarsh Boys supuestamente estaban en contacto diario con traficantes de drogas nigerianos que operaban en la estación de tren de Plumstead, y finalmente estalló una guerra territorial que vio a Murray y sus amigos ganar un territorio local en el tráfico de drogas.
Murray finalmente fue condenado por posesión de cocaína y cannabis, fue nombrado en el Old Bailey como un notorio traficante de drogas de Londres que empleó a Paul Allen como su mano derecha, además de una red de traficantes de drogas. Uno de sus mejores amigos de esta época era un rufián local y futuro artista marcial mixto llamado Mark «The Beast» Epstein, quien afirmó que él y Lee vendían crack y Lee «ganaba mucho dinero con eso». Murray también demostró ser experto en el lado más violento de la venta de drogas, generalmente para controlar el territorio y asegurarse de que los clientes paguen. El propio Murray afirmó que «algunas personas probablemente dirían que soy un matón, pero un matón para mí es alguien que busca objetivos fáciles y personas que no pueden defenderse. Yo, fui por todos los objetivos». Murray era conocido por golpear a la gente casi al azar en la calle, así como por acosar habitualmente a un hombre que dirigía una tienda de barrio.
Murray fue sentenciado a un período en la Institución de Delincuentes Jóvenes de Feltham, la primera de sus sentencias de prisión por lo que se clasificó como sus delitos menores, como asalto y robo; otros siguieron en Dover y Norwich. Al salir de Feltham, Murray dedicó su energía al gimnasio, levantando pesas y bebiendo batidos para ganar peso para aumentar su cuerpo desgarbado de 1,90 m (6'3"). Junto a él estaba Allen, quien para entonces era conocido como «The Enforcer», presumiblemente de la actividad de tráfico de drogas.
Murray y Allen pronto usaron esteroides y gastaron el dinero que ganaban vendiendo drogas en autos de lujo. La policía detuvo a Murray con regularidad y, dado que sospechaban que era un traficante de drogas, intentaron ubicar a un informante en su pandilla, pero no pudieron obtener suficiente evidencia para procesar a Murray. Despreciaba a la policía, a menudo se burlaba de ellos y los intimidaba en las calles, a veces siguiendo a los oficiales en su automóvil. Algunos oficiales de la estación de policía de Plumstead le dijeron a su biógrafo que otros se sentían cautelosos, que sería mejor no irritarlo y agregaron que «es un hombre muy peligroso».
Rowlings, la novia de Murray, dio a luz a su primera hija, Lilly Jane, el 24 de diciembre de 1998. Semanas más tarde, Murray se vio envuelta en una guerra territorial con traficantes de drogas rivales que condujo al arresto de Epstein y más de una docena de sospechosos, muchos de ellos terminando encarcelados. Murray, sin embargo, quedó «limpio», y Epstein dijo que «él fue el único que se deslizó a través de la red. Quiero decir, ¡muchacho con suerte! Pero siempre ha tenido suerte... Estuve en prisión durante tres años».
Murray se casó con Rowlings el 24 de noviembre de 2000 y su trabajo fue colocado en su certificado de matrimonio como «luchador profesional». Murray posteriormente se divorció de Rowlings en 2008, mientras estaba encarcelado en Marruecos.

## Carrera de artes marciales mixtas
Poco después de esquivar el arresto, Murray conoció las artes marciales mixtas y compitió en su primera pelea el 5 de diciembre de 1999 en un evento llamado Millennium Brawl que se llevó a cabo en Hemel Hempstead Pavilion. Su oponente era Rob Hudson, y Murray lo noqueó en el primer asalto, lo que provocó que el promotor del evento, Andy Jardine, dijera: «Fue tan rápido que lo llamaron "Lightning" Lee Murray».
El exitoso debut de Murray lo llevó a comenzar a entrenar en serio; corrió por Abbey Wood Estate y asistió a dos gimnasios: London Shootfighters en White City para la lucha libre y Peacock's Gym en Canning Town para el boxeo. Martin Bowers, que dirigía Peacock's con sus hermanos Tony y Paul, describió a Murray como «un chico muy agradable» que «se comportaba bien». Bowers dijo que Murray le recordaba a muchos otros jóvenes que había visto en su gimnasio a lo largo de los años, hombres que procedían de entornos problemáticos pero cuyas vidas se estructuraron gracias al deporte. Al mismo tiempo que Murray entrenaba en el Peacock's Gym, los hermanos Bowers estaban planeando una serie de robos, el mayor de los cuales era un asalto a un depósito de alta seguridad en el aeropuerto de Gatwick; su plan consistía en disfrazarse de agentes de seguridad, usar una camioneta Brink's falsa para ingresar al depósito y luego robar 1 millón de libras esterlinas en moneda extranjera. Después de que Scotland Yard se enterara del atraco planeado, los tres hermanos fueron arrestados y encarcelados; se ha especulado que si bien Murray no tenía conocimiento previo sobre el plan, los esquemas que posteriormente se revelaron de manera pública pueden haberle dado algunas de las ideas que se usaron en el robo similar del depósito de Securitas.
Murray tuvo cuatro peleas profesionales en 2000; el primero fue un encuentro el 12 de marzo con Mike Tomlinson. Murray ganó la pelea a través de una rendición por kimura en el primer asalto, pero fue en febrero de 2004 cuando amplió algunos de los eventos que rodearon la pelea. Escribiendo en un tablero de mensajes en un hilo ahora archivado del sitio web de artes marciales mixtas Sherdog, Murray contó la historia de que vio un combate de boxeo entre Naseem Hamed contra Vuyani Bungu en un pub la noche anterior a su propio combate con Tomlinson; cuando un cliente se paró frente a Murray y lo acusó de robar su asiento después de que le pidieron que se moviera, Murray supuestamente golpeó al hombre y a su amigo que intentó ayudarlo, dejándolos inconscientes, seguidos de unos rodillazos para noquear a un cantinero que se apresuró a detener la pelea. A la mañana siguiente, el día de su pelea con Tomlinson, Murray no pudo cerrar su mano izquierda. Después de vendar la mano, Murray usó únicamente su mano buena (derecha), afirmando que «lo atrapé [a Tomlinson] con algunos buenos derechazos... lo sacudieron, así que me derribó y luego lo atrapé con una llave y gané la pelea... después de eso fui al hospital y me enyesaron la mano, estaba rota en dos lugares».
Los siguientes dos combates de Murray tuvieron lugar el 17 de junio de 2000 en un torneo disputado en Extreme Challenge 34. Murray derrotó a su primer oponente, Chris Albandia, por bloqueo de tobillo en el primer asalto. Murray dijo más tarde que pensó que Albandia era un kickboxer porque vestía pantalones cortos tailandeses, por lo que comenzó la pelea con patadas en las piernas. Cuando Albandia sorprendió a Murray al realizar un derribo con una sola pierna, Murray dijo que «se tumbó y lo llevé al costado de la jaula donde yo le estaba dando rodillazos y puñetazos constantemente. Se dejó caer de nuevo y me derribó, buscando una llave de pierna. Así que yo agarré su pierna y fui a intercambiar llaves con él. Hice un achilles lock y creo que debe haberse roto porque hubo un crujido muy fuerte. Incluso Pat lo escuchó en mi esquina y cuando Chris se levantó no pudo poner peso en él [su pie]. Así que gané ese».
La victoria llevó a Murray a la segunda ronda del torneo, pero perdió por armbar ante el especialista en rendición canadiense Joe Doerksen en el primer asalto. Murray dijo que cuando «llegué a la final, estaba tan feliz y emocionado por ganar la primera [pelea] que simplemente perdí la concentración... [Doerksen] Es un tipo de BJJ que solo ha perdido contra Matt Hughes y Eugene Jackson. De todos modos, me tiró directamente al suelo. Ni siquiera le hice pagar mientras lo intentaba. Me lanzó tres ataques desde su guardia. Me defendí de dos y luego me sometió con una llave. Aprendí mucho de esa pelea».
La siguiente pelea de Murray fue solo unas semanas después, un combate del 9 de julio contra Danny Rushton, un peleador que se había ganado una reputación de rudo debido a que compitió en verdaderas competencias sin restricciones en Rusia. La pelea terminó sin resultado, sin embargo, después de que Rushton colapsara en el primer asalto debido al agotamiento.
En algún momento de 2000, Murray viajó a Bettendorf, Iowa, para entrenar en el campamento Miletich Fighting Systems dirigido por el ex campeón de peso welter de UFC, Pat Miletich. En una entrevista realizada antes de la pelea de Rushton, Murray declaró que mientras estuvo en MFS entrenó «mucho trabajo de campo. Y mucho kickboxing también. Prefiero estar de pie. Bueno, simplemente prefiero golpear de verdad. Me gusta mantener la pelea de pie y golpear. Eso sí, también me gusta golpear desde la montura. Me gusta golpear».
El 11 de marzo de 2001, Murray empató contra Chris Bacon en Millennium Brawl 2: Capital Punishment; siguió con un nocaut en el primer asalto sobre Gary Warren en Millennium Brawl 3: Independence Day el 1 de julio.
Murray acumuló un registro favorable en promociones más pequeñas antes de firmar un contrato con Ultimate Fighting Championship. En su debut en UFC 38, derrotó a Jorge Rivera por rendición (triangle/armbar) en el primer asalto. Esta fue la única pelea de Murray en UFC debido a complicaciones con su visa de Estados Unidos como resultado de un proceso penal en curso en su contra en el Reino Unido por agresión, después de que atacara a un hombre durante un incidente de ira en la carretera. Esto llevó a Murray a firmar con la promoción Cage Rage.
El 11 de septiembre de 2004, Lee luchó contra el futuro campeón de peso mediano de UFC Anderson Silva en Cage Rage 8 por el título vacante de peso mediano. Silva ganó por decisión unánime.

## Peleas callejeras
Algunos testigos afirman que Murray estuvo involucrado en una pelea con el entonces campeón de peso semipesado de UFC, Tito Ortiz, afuera de un club nocturno en Londres después de UFC 38 en julio de 2002. Murray afirma que noqueó a Ortiz, una afirmación corroborada por Matt Hughes en su libro Made in America: The Most Dominant Champion in UFC History, así como por Pat Miletich durante una entrevista con ESPN, y también por el presentador de eventos del UFC Bruce Buffer en el podcast Hotboxin de Mike Tyson. Sin embargo, Tito Ortiz niega haber sido noqueado. Chuck Liddell también ha declarado que no vio a Ortiz inconsciente.
El 28 de septiembre de 2005, Murray fue hospitalizado después de ser apuñalado en una pelea durante la fiesta de cumpleaños de la modelo británica Lauren Pope. Sufrió un pulmón perforado y una arteria cortada. Según el médico que realizó la cirugía que le salvó la vida a Murray, fue resucitado cuatro veces durante la operación que le salvó la vida. Cuando se le agradeció, el médico comentó que Lee debería agradecer a las enfermeras que sacaron las bolsas de sangre del banco de sangre, porque eso fue lo que le salvó la vida.

## Robo en el depósito de Securitas
El 25 de junio de 2006, en una operación conjunta con la policía marroquí, Murray fue arrestado en un centro comercial en el distrito de Souissi de la capital Rabat por su presunta participación en el robo del depósito de Securitas. La policía marroquí dijo que tuvo que usar «técnicas especializadas para arrestar a los sospechosos porque eran especialistas en artes marciales y armas de fuego». La policía de Kent dijo en un comunicado que habían estado rastreando a Murray durante tres meses y que buscarían su extradición desde Marruecos. No existe un tratado entre el Reino Unido y Marruecos, y se esperaba que el proceso llevara meses. Posteriormente, la policía marroquí reveló que Murray también había sido acusado de posesión de «drogas duras». El 27 de junio de 2006, la policía de Kent confirmó la noticia del arresto de Murray en Marruecos y también afirmó que más de treinta personas habían sido arrestadas en relación con la investigación.
En junio de 2009, Murray intentó escapar de la prisión de Salé en Marruecos. Se encontraron pequeñas sierras en un plato de galletas en la celda de Murray por otro preso que irrumpió en él. Los funcionarios de la prisión creen que Murray planeaba cortar las barras de hierro de la ventana de su celda con las sierras. Para facilitar el escape a través de la pequeña ventana, Murray había perdido una cantidad significativa de peso. Murray estaba en una celda diferente en ese momento como castigo por haber sido atrapado con una computadora portátil (con acceso a Internet) y cinco kilos de drogas. Otros prisioneros en Salé reprocharon a Murray que pudo usar su dinero para contrabandear artículos como estos, así como ropa costosa. El compañero de prisión que irrumpió en su celda lo hizo para robar algunas de las pertenencias de Murray. Fue declarado culpable del delito de robo de 53 millones de libras esterlinas en un tribunal marroquí en junio de 2010. La policía de Kent dijo que Murray debe cumplir diez años de cárcel en Marruecos por su participación. Esta sentencia se amplió a veinticinco años el 30 de noviembre de 2010. En 2018, Murray en una entrevista declaró que estaba entrenando para pelear en prisión, y que planeaba un regreso a la UFC, con el fin de obtener el perdón del rey Mohamed VI de Marruecos.

## Registro de artes marciales mixtas
| Resultado     | Récord    | Oponente        | Método                      | Evento                      | Fecha                    | Asalto | Tiempo    | Localización                             | Notas |
| ------------- | --------- | --------------- | --------------------------- | --------------------------- | ------------------------ | ------ | --------- | ---------------------------------------- | ----- |
| Derrota       | 8-2-1 (1) | Anderson Silva  | Decisión (unánime)          | Cage Rage 8                 | 11 de septiembre de 2004 | 3      | 5:00      | Londres, Inglaterra, Estados Unidos      |       |
| Victoria      | 8-1-1 (1) | Jorge Rivera    | Rendición (triangle/armbar) | UFC 46                      | 31 de enero de 2004      | 1      | 1:45      | Las Vegas, Nevada, Estados Unidos        |       |
| Victoria      | 7-1-1 (1) | Jose Landi-Jons | KO (golpes)                 | EF 1: Genesis               | 13 de julio de 2003      | 2      | 0:32      | Londres, Inglaterra, Estados Unidos      |       |
| Victoria      | 6-1-1 (1) | Amir Rahnavardi | KO (golpes)                 | Millennium Brawl 8          | 22 de septiembre de 2002 | 1      | 0:04      | High Wycombe, Inglaterra, Estados Unidos |       |
| Victoria      | 5-1-1 (1) | Kama Boumna     | Rendición (armbar)          | Millenium Brawl 7           | 16 de junio de 2002      | 1      | 0:20      | High Wycombe, Inglaterra, Estados Unidos |       |
| Victoria      | 4-1-1 (1) | Gary Warren     | KO (golpe)                  | MB 3: Independence Day      | 1 de julio de 2001       | 1      | Sin datos | High Wycombe, Inglaterra, Estados Unidos |       |
| Empate        | 3-1-1 (1) | Chris Bacon     | Empate                      | MB 2: Capital Punishment    | 11 de marzo de 2001      | 3      | 5:00      | High Wycombe, Inglaterra, Estados Unidos |       |
| Sin resultado | 3-1-0 (1) | Danny Rushton   | Sin resultado               | ROT 2: Ring of Truth 2      | 9 de julio de 2000       | 1      | 4:00      | Inglaterra, Reino Unido                  |       |
| Derrota       | 3-1-0     | Joe Doerksen    | Rendición (armbar)          | EC 34: Extreme Challenge 34 | 17 de junio de 2000      | 1      | 1:19      | Hayward, Wisconsin, Estados Unidos       |       |
| Victoria      | 3-0-0     | Chris Albandia  | Rendición (heel hook)       | EC 34: Extreme Challenge 34 | 17 de junio de 2000      | 1      | 2:23      | Hayward, Wisconsin, Estados Unidos       |       |
| Victoria      | 2-0-0     | Mike Tomlinson  | Rendición (kimura)          | ROT 1: Ring of Truth 1      | 1 de marzo de 2000       | 1      | 0:56      | Inglaterra, Reino Unido                  |       |
| Victoria      | 1-0-0     | Rob Hudson      | KO (golpes)                 | MB 1: The Beginning         | 5 de mayo de 1999        | 1      | 0:20      | Inglaterra, Reino Unido                  |       |